# Csáky József (szobrász)

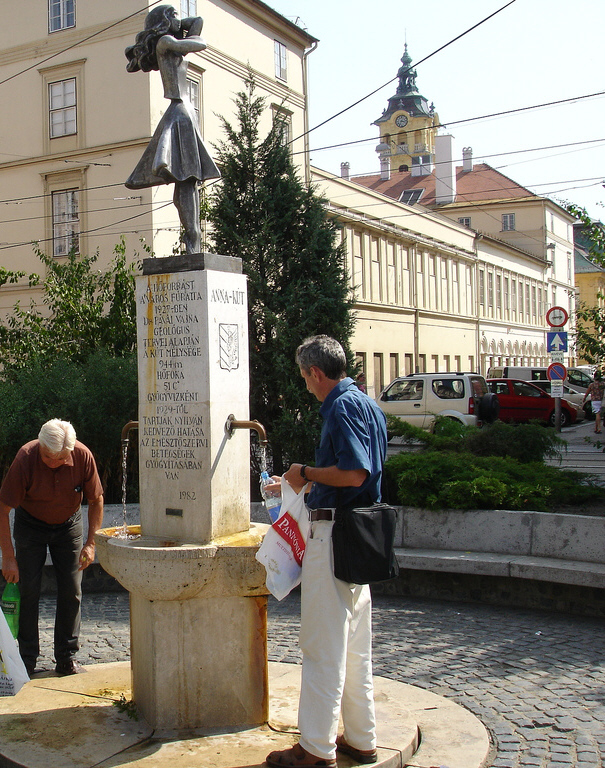
Táncoslány, Szeged, Anna-kút (2005)

Csáky József (Szeged, 1888. március 18. – Párizs, 1971. május 1.) szobrászművész.
Az Iparművészeti Iskolában tanult, 1908-tól Párizsban élt, az Artistes Indépendants körének tagja volt. A kubizmus első képviselői közé tartozott, majd a kubista formaképzést dekoratív szándékú műveiben alkalmazta. 1959-ben Budapesten gyűjteményes kiállítást rendeztek műveiből. Mesterei: Mátrai Lajos György és fia, Mátrai Lajos.

## Életpályája
Romantikus, fordulatos életútja volt. Tele hányódással és viszontagságokkal, szerencsével és sikerekkel. Ady szavaival élve ő is eljutott az „Értől az Óceánig” – Szegedtől Párizsig.
1904 és 1905 között a budapesti Iparművészeti Iskolán a díszítőszobrászati osztályában tanult, a mestere Mátrai Lajos György volt. 1907-ben Bánszky Sándor hívására munkához jutott Pécsett a Zsolnay kerámiagyárban, ahol mindössze fél évig dolgozott Kapás Nagy Mihály mellett. Később a Károlyi palotában nemesi portrékat másolgatott, majd arcképek másolásából élt. Majd ólmot öntött egy nyirkos pincében. Összetalálkozott a szegedi származású Brummer József szobrásszal és Joachim Ferenc festővel, akik a Szajna-menti város képzőművészeti életéről, Manet, Monet, Picasso, Gauguin és Auguste Rodin műveiről beszéltek Csákynak. A múlt századfordulón nem volt rendhagyó, ha egy munkáscsalád fia művészi ambíciókat táplált önmagában, hasonlóan Beck Ö. Fülöp, Bokros Birman Dezső vagy a szegedi Tápai Antal személyében, a fiatal Csáky is nekivágott a nagyvilágnak.

### Ifjúkora
A húszéves Csáky 1908-ban gyalog indult el, mint Kassák Lajos, s Münchenen át, apró gipszmunkákból élve, negyven frankkal a zsebében érkezett Párizsba. Első párizsi évei alatt kapcsolatba került a magyar művészkolóniával, melynek tagjai között találjuk Czóbel Bélát, Pór Bertalant, Berény Róbertet, Tihanyi Lajost, Márffy Ödönt és másokat. Közben Brummer József szobrász, a későbbi neves műkereskedő részére másolt afrikai szobrokat, illetve modellt állt művészeknek. A kör alakú La Ruche művészházban Joachim Ferenccel együtt műtermet béreltek. »Szalay János szegedi újságíró barátja segítségével sikerült is elnyernie a támogatást. Amit további két évre meg is hosszabbítottak (1910-1913)«.»Így éveken keresztül látogathatta a Blanche és a La Palette szabadiskolákat, ahol együtt dolgozott Farkas Istvánnal és Szobotka Imrével«. 1910-től szerepelt kiállításokon. Együtt állított ki Fernand Léger-vel, Modiglianival, Archipenkóval Metzingerrel, a kubista felfogású alkotókkal. Baráti kapcsolatba került az olasz származású Riciotto Canudóval, aki 1913-tól a Montjoie című képes művészeti folyóirat kiadója volt. Csáky e lapnak lett munkatársa. Megismerkedett a korszak jelentős művészeivel, Delaunay-val, Gleizes-vel és Marc Chagall-lal, Blaise Cendrarsszal és Stravinskyjal is. Találkozott a Nyolcak festőivel, akik lelkesedtek Vincent van Gogh, Gauguin, Henri Matisse, Pablo Picasso és Paul Cezanne munkáiért. Baráti szálak fűzték Dienes Pál matematikushoz és Lesznai Anna költőhöz is, akinél – többek között – Balázs Bélával és Bartókkal is találkozott.

### Kubista korszaka
»Már 1913-at megelőzően a kubista mozgalomhoz csatlakoztam – emlékezik vissza Csáky József –, ami akkor kizárólag a festészetben alakult ki. Én hoztam létre az első kubista szobrokat, amelyek rám terelték a párizsi modern művészek és műértők figyelmét. A szalonok tárlatain a kubisták terme minden évben óriási botrányt kavart. A lapok tele voltak szidalmakkal ellenünk. Őrültnek nyilvánítottak bennünket, de mi ezzel nem törődtünk. Dolgoztunk.« Alkotásait a tízes évek elején a szobrászati kubizmus szellemében készítette. Ezt követően mértani idomokból konstruált művek, a valóságra jobban emlékeztető, de változatlanul fegyelmezett, architektonikus jellegű, olykor pedig koraantikos ízű, majd barokkos lendületű figurális plasztikák váltják egymást. A néger faragványok s a francia gótikus szobrászat hatásán kívül fel lehet fedezni munkásságán Cézanne, Roussau és Léger festményeinek élményét. Csáky József első kubista műve, a Felöltözött nőalak című bronzkompozíció 1913-ban készült. A művész meghagyta a női alak formai és életszerű testmozdulatait és a részletekben sem hiányolhatóak a test dekoratív elemei, a kubista formálás jegyei ennek ellenére már jelentkeztek a műnél. E mű az első lépése a természetelvűség módszerétől való elszakadásnak. A mértani szerkesztettség, a monolitikus testformák határozott élekkel különülnek el egymástól. A művén Archipenko hatása tükröződik a nyújtottabb formákban és a formakontrasztokban. Csáky művészetét a fokozatosság és a mértékletesség jellemzi. Az 1914-ben elkészült Fej című bronzplasztikánál továbbra is megmarad a nyújtott, oszlopszerű forma, a geometrikus síkformák, mégis a mű szuggesztívebb, dinamikusabb a kompozícióba beépített, elmozduló csavart mozdulat miatt. 1919-ben alkotott szobrai, mintha Fernand Léger korai figurális kompozícióinak plasztikai mását tükröznék. A korszak szobrászatának fő művei közé tartoznak. (Kubista kompozíció, kő; Absztrakt figura, aranyozott bronz; Kúpok és gömbök, bronz), a hozzájuk készült tusrajzok párizsi magántulajdonban vannak. 1920-1921-ben még készített kubista fejeket, erősen absztrahált figurákat és festett kődomborműveket, majd egyre inkább az art déco jellegzetes szobrásza lett.

### Kibontakozás
1914-1918 között katona volt. Csáky életpályájának alakulását Léonce Rosenberg, az ismert műkereskedő és üzletember jelentősen befolyásolta, akivel 1920-ban hároméves szerződést kötött, miszerint az alkotó minden egyes munkája a műkereskedő tulajdonába került, így Csáky szobrai a többi kubista alkotóval együtt folytonosan jelen voltak galériájának kiállításain. 1922-ben francia állampolgárságot kapott. Üzleti kapcsolatba került Marcel Coard-ral, aki egy népszerű művészeti és bútorgaléria tulajdonosa volt, aki megvásárolta kisplasztikái egy részét, amikről bronz másolatokat készítettek és ezeket forgalmazták. 1924-1930 között Marcel Coard-ral együttműködve több jelentős art déco enteriőr elkészítésében vett részt. Csáky olyan műtárgyakat készített számára, amelyben formai, anyagi ötvözetet teremtett a szobrászi alakítás és a fából, márványból vagy üvegből létrehozott funkcionális és díszítő elemek között. Elvállalta Pierre Cocteau ház szobrászi díszítését Touraine-ben, dolgozott Jacques Doucet divattervező és műgyűjtő stúdiójának berendezésén Neuillyben. Az 1913 és 1937 között született alkotásainak jelentős része bekerült a Pompidou központban található Musée national d’Art moderne és a rotterdami Museum Boijmans Van Beuningen gyűjteményébe, valamint fontos magángyűjteményekbe: Charles de Noailles, Kélékian, F. Salabert, Marcel Monteux és Ernest Duevennél. 1930-1953-ig tagja és kiállítója az UAM-nek (Union des Artistes Modernes). Bábterveket készített az Arc-en-Ciel bábszínháznak (vezetője Blattner Géza). 1921-ben készült Nőstényoroszlán című bronzkompozíciója, mely előfutára volt egy számottevőbb állatszobrászat kibontakozásának. Állatábrázolásain egyiptomi és asszír plasztikai tanulságok mutatkoznak. Népszerűek lettek elegáns, stilizált állatfigurái (Párduc, gránit, 1924 körül; Hal, ónix, 1924; Páva, hegyi kristály és obszidián, 1929). Az 1920-as évek második felétől visszatért a hagyományos figuratív ábrázoláshoz. Vaskos, tömbszerű alakjai H. Laurens ekkori szobraival rokonok. (Álló női akt, kő, 1928-30; Álom, bronz, 1929; Ádám és Éva, márvány, 1930). Reliefjei mozgalmasak, erősen rajzos hatásúak (Nő kosárral, 1935, bronz; Három asszony gyerekkel, gipsz, 1948). 1935-ös görögországi utazása a klasszicizáló tendenciákat erősítette fel művészetében.

### Utolsó évek
A második világháborútól haláláig nagy szegénységben, elfeledve élt. Kapcsolata Magyarországgal sohasem szakadt meg, publikált hazai folyóiratokban, a Magyar Írást grafikákkal illusztrálta. Kiterjedt levelezést folytatott néhány honfitársával, Szelesi Zoltán művészettörténésszel, Bálint Sándor néprajzkutatóval is kapcsolatban állt. Kiállított Budapesten, és hazalátogatott szülővárosába, Szegedre 1959-ben. A Táncoslány című alkotása – ami egyetlen magyarországi műve – ekkor került a szegediek tulajdonába. A Táncosnő a város köztéri szobrai közt kivételes érték. A kedves figura köztéri pályafutása hányatott és kalandos múltra tekint vissza. A hatvanas évek végén Csáky egészsége megromlott, szívpanaszokkal küszködött, majd látása annyira megromlott, hogy egyedül már alig hagyta el lakását. Közben önéletrajzi emlékezésein dolgozott a Corvina Kiadónak. 1972-ben megjelent memoár kötete Magyarországon. Ezt azonban már nem érhette meg. 1971 május 1-jén nyolcvanhárom évesen elhunyt.

## Művei

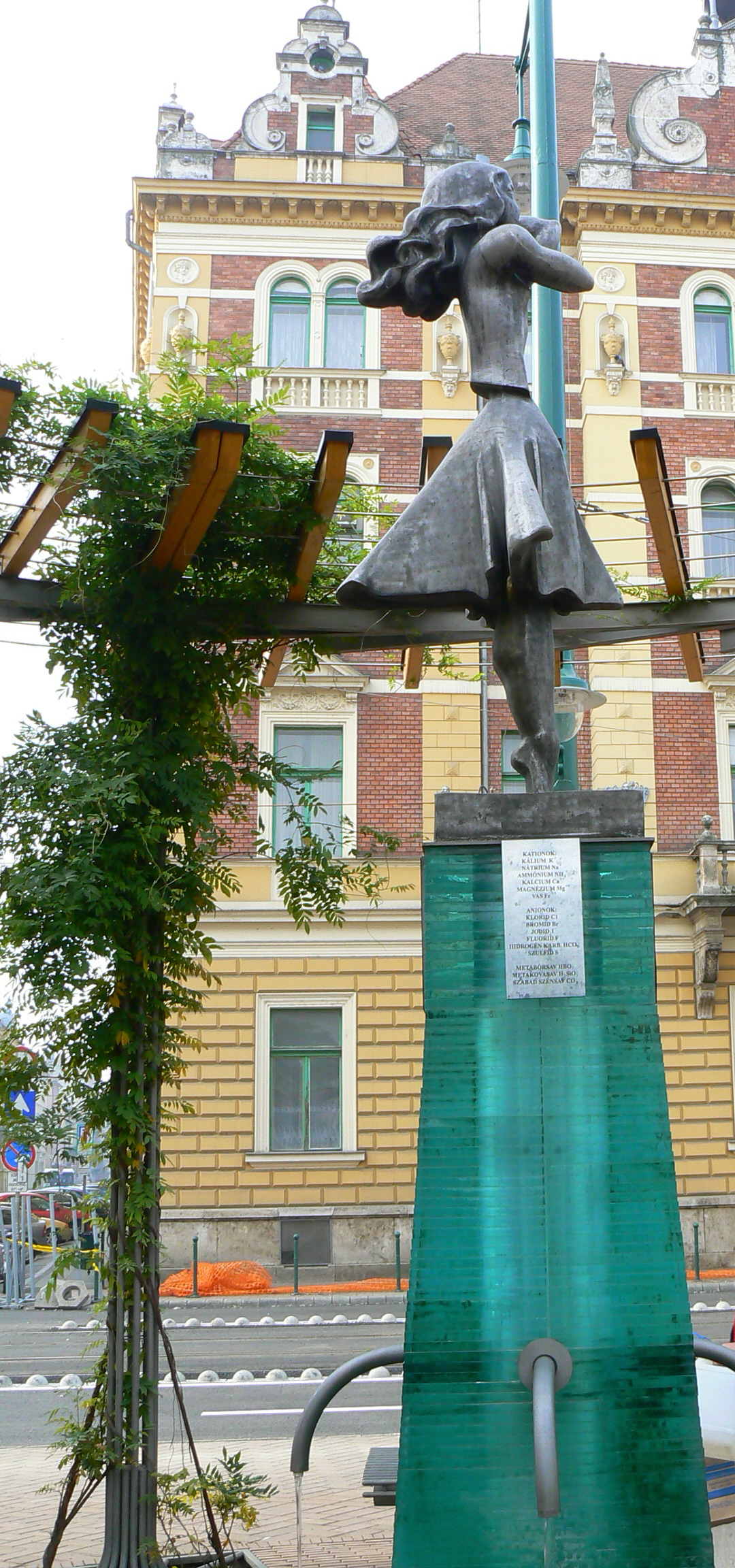
Táncoslány (2007)

### Köztéren (válogatás)
- Rákóczi-emlékmű, 1937, kő, Grosbois, Párizs közelében
- Táncoslány, 1940-1959, alumínium, Szeged, Kálvin tér, Anna-kút

### Közgyűjteményben (válogatás)
- Legnagyobb gyűjteménye az otterlo-i Kröller-Müller Múzeumban látható (NL)
- Párizsi Musée national d’Art moderne
- Nőalak. Gipsz, 1914.
- Férfifej. Bronz, 1914.
- Drapériás akt. Kő, 1927.
- Bika. Kő, 1935.
- Álom. Kő, 1931.
- Női fej. Kő, 1936.
- Művészet és Technika. Gipsz, 1937.
- Leányfej. Kő, 1937.
- Fővárosi Képtár, Budapest
- Magyar Nemzeti Galéria, Budapest
- Álló leányalak. Bronz, 1930.
- Musée d'Art Moderne, Troyes (FR)
- Szépművészeti Múzeum, Budapest.

## Kiállításai

### Csoportos kiállítások (válogatás)
- 1910-1911. Salon des Beaux-Arts
- 1911-1913, 1946, 1947, 1949. Salon d’Automne
- 1912. Section d’Or
- 1913, 1914, 1920, 1923. Salon des Indépendants
- 1921. Les maîtres du Cubisme, Galerie Effort Moderne, Párizs
- 1928, 1929. Salon des Tuileries
- 1937. Párizsi világkiállítás
- 1930-1932, 1937, 1955. Exp. de l'Union des Artistes Modernes, Párizs.

### Egyéni kiállításai (válogatás)
- 1930. Gallery Reed et Lefevre, London
- 1931. New York
- 1932. Museum Heilbronn, Museum, Saarbrücken
- 1933. Galerie Casperi, München, Galerie Valentien, Stuttgart
- 1935. Párizs
- 1936. Ernst Múzeum, Budapest
- 1959. Kulturális Kapcsolatok Intézete, Budapest
- 1973. Galerie Depot 15, Párizs
- 1977. Musée Bourdelle, Párizs
- 1978. Drouot, Párizs
- 1980. Musée Rodin, Párizs
- 1986. Musée d'Art Moderne, Troyes
- 1988. Galerie René Reichard, Frankfurt/Main.

## Ajánlott irodalom
- Bajomi Lázár Endre: A Montmartre. Budapest, 1967. Corvina Kiadó
- Bölöni György: Képek között, Budapest, 1967. Szépirodalmi Könyvkiadó
- Csáky József: Emlékek a modern művészet nagy évtizedéből. 1904–1914; franciából ford. Krén Katalin, tan. Szelesi Zoltán, Bor Pál, Szabó Gabriella; Corvina, Budapest, 1972
- Szuromi Pál: Csáky József, Szeged, 1989
- Tóth Attila: Szeged szobrai és muráliái, Szeged, 1993
- SZEGED folyóirat 2006. Január, 4. oldal (Csernus Sándor: Szeged és Párizs kézfogása)
- Csáky József elveszettnek hitt kubista terrakotta szobra
- Felix Marcilhac: Gustave Miklos, Joseph Csaky; szerk. Makláry Kálmán; Kálmán Makláry Fine Arts–Makláry Artworks Kft., Budapest–Pomáz, 2010